# Trần Hồng Quân
Giáo sư, Tiến sĩ Trần Hồng Quân (20 tháng 9 năm 1937 – 25 tháng 8 năm 2023) là một chính khách và nhà giáo dục Việt Nam. Ông nguyên là Bộ trưởng Bộ Đại học, Trung học chuyên nghiệp và Dạy nghề, nguyên Bộ trưởng Bộ Giáo dục và Đào tạo, nguyên Chủ tịch Hiệp hội các trường đại học, cao đẳng Việt Nam; Ủy viên dự khuyết Ban Chấp hành Trung ương Đảng Cộng sản Việt Nam khóa VI, ủy viên chính thức khóa VII và VIII, nguyên Hiệu trưởng Trường Đại học Bách khoa Thành phố Hồ Chí Minh.

## Tiểu sử
Ông sinh ra tại Xã Mỹ Quới, Ngã Năm, Tỉnh Sóc Trăng.
Trưởng Khoa Cơ Khí Đại Học Bách Khoa Tp.hcm
1976-1982. Hiệu trưởng Trường Đại học Bách Khoa TP. HCM
Ủy viên BCH TW 1986 -1996.
1987-1990. Bộ trưởng Bộ Đại Học Trung học Chuyên nghiệp Và Dạy Nghề
1990-1997. Bộ trưởng Bộ Giáo dục và Đào tạo
2005-2015. Chủ tịch Hiệp hội Các trường đại học, cao đẳng Ngoài công lập Việt Nam
2015-2021. Chủ tịch Hiệp Hội Các Trường Đại Học, Cao đẳng Việt Nam
. Ông Trần Hồng Quân đã giữ chức Bộ trưởng Bộ Đại học, Trung học chuyên nghiệp và Dạy nghề, và sau đó là Bộ trưởng Bộ Giáo dục và Đào tạo trong 10 năm (1987-1997).
Đại diện Bộ Giáo dục và Đào tạo vừa cho hay gia đình GS.TS Trần Hồng Quân báo tin ông qua đời ngày 25 tháng 8 năm 2023 vào lúc 13h02 tại Bệnh viện Trung ương Quân y 175, TP.HCM.
Linh cữu của ông được an táng vào 29 tháng 8 năm 2023 ở Nghĩa trang TP. Thủ Đức.

## Khen thưởng
- Huân chương Độc lập hạng Nhất
- Huân chương Kháng chiến chống Mỹ hạng Nhì
- Huân chương Lao động hạng Ba
- Huy hiệu 60 năm tuổi Đảng